# Pedro Afonso (bombardeira)
Pedro Afonso foi uma bombardeira operada pela Armada Imperial Brasileira. A embarcação foi construída no Arsenal de Marinha do Rio de Janeiro e lançada ao mar em 17 de fevereiro de 1866. Foi notável a rapidez de sua construção: três meses e 27 dias. Deslocava 338 toneladas em peso, tinha 36,60 metros de comprimento; 7,50 metros de boca; 2,70 metros de calado. A máquina a vapor desenvolvia 60 HP. Possuía um morteiro de 13 polegadas como meio ofensivo.
Pedro Afonso foi enviado para a Guerra do Paraguai. Em 2 de fevereiro de 1867, estava entre as embarcações que bombardearam o Forte de Curupaití. No dia 4 de julho, protegeu a retirada do tropas terrestres imperiais da Fortaleza de Curuzú para o Passo da Pátria. Realizou a passagem de Curupaití em 15 de agosto. No mês seguinte, volta a bombardeá-la. Em 10 de abril de 1868, Pedro Afonso foi destacado para atacar a Fortaleza de Humaitá. Findada a guerra, a bombardeira foi enviada para a província do Pará em 1876.